# ノルカラン
ノルカラン (norcarane) とは、炭化水素のひとつで、外見は無色の液体。シクロヘキサンとシクロプロパンが縮合した構造、すなわちカランから3個のメチル基が取り除かれた構造を持つ。ジエチルエーテル中で、シクロヘキセンにジヨードメタンと亜鉛銅カップルを反応させるシモンズ・スミス反応によって合成できる。